# Otto Brunck
Otto Brunck (* 4. Juli 1866 in Kirchheimbolanden; † 29. Januar 1946 in Freiberg) war ein deutscher Chemiker.

## Leben
Der Neffe von Heinrich von Brunck studierte 1884 bis 1889 an der Technischen Hochschule München Chemie. Seit 1890 Assistent am Chemischen Institut der Universität Erlangen, wurde er 1892 mit der Arbeit Ueber einige Derivate des Diphenylparaphensylendiamins promoviert. Zur Vervollkommnung seiner Kenntnisse ging er 1892 an das Chemische Laboratorium der Bergakademie Freiberg. Dort wurde er 1893 erster Assistent und Privatdozent.
1896 erfolgte seine Berufung zum a. o. Professor, 1902 zum o. Professor der Chemie. Brunck widmete sich besonders der Analyse von Metallen und entwickelte 1905 eine Methode zur Bestimmung des Schwefelgehalts der Kohle. 1907 wies er Diacetyldioxim als Mittel zur quantitativen Bestimmung von Nickel und zu seiner Trennung von anderen Elementen nach.

## Veröffentlichungen
- Die chemische Untersuchung der Grubenwetter. Freiberg 1908
- Ein Beitrag zur Geschichte der Chemie. Düsseldorf 1931
- Vorkommen, Gewinnung und Verbreitung deutschen Rohöles auf Schmieröle. Berlin 1935
- Quantitative Analyse. Dresden 1936. 2. Aufl. 1950, 3. Aufl. 1962